# 雙能量X光吸收儀
雙能量X光吸收儀（ Dual-energy X-ray absorptiometry，簡稱DXA或DEXA  ）是一种测量骨密度的技術。患者在接受檢測時，相應設備會對準患者的骨骼發出两束具有不同能级的X射线束。醫生根据骨骼对每束光束的吸收情況来确定骨密度。雙能量X光吸收儀是目前应用最广泛、研究最深入的骨密度测量技术。能量X光吸收儀通常用于诊断患者是否罹患骨質疏鬆症。